# Janowiec (Lublin)
Janowiec is een dorp in de Poolse woiwodschap Lublin. De plaats maakt deel uit van de gemeente Janowiec en telt 1000 inwoners.

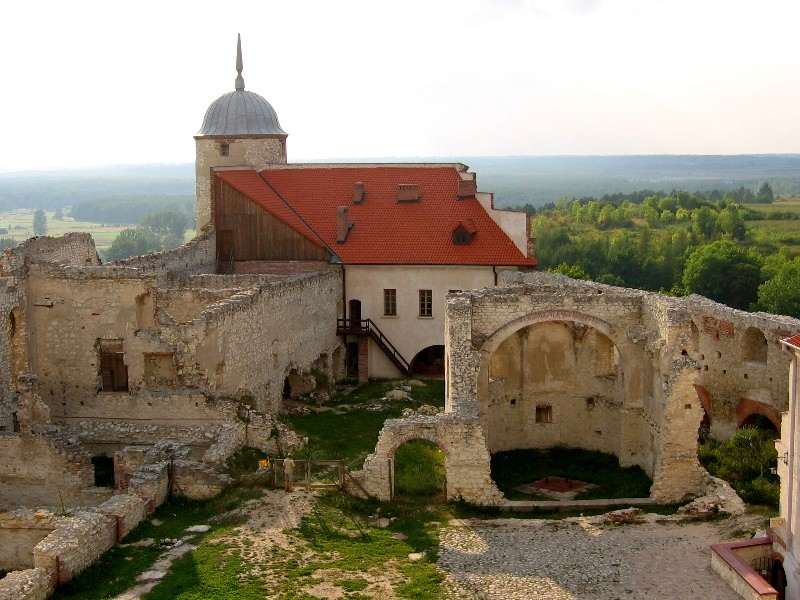
Slot Janowiec